# 蔡明 (1916年)
蔡明（1916年6月—1955年10月3日），原名蔡加金，江西省兴国县大禾村人，中国人民解放军正军职干部。

## 生平
1926年进初级小学读书。1928年辍学种地。历任儿童团团长、少年先锋队队长，1932年6月入团。1932年12月参加中国工农红军。1933年5月转党。1933年10月任红三军团第四师第十团班长、排长、党小组长。1934年5月进中央红军学校学习，任小组长。1934年9月任军委补训师第一团连政治指导员、支部书记。中央红军长征时，1934年11月任中央军委警卫团连队副政治指导员。1935年5月任红一方面军总部警卫营政治指导员。1936年10月任红一方面军总部特务团营教导员、总支书记。
1937年9月为中国人民抗日军政大学学员。1938年5月任抗日军政大学政治部组织科干事。1939年7月任新四军竹沟留守处政治协理员、党总支书记。1939年10月任新四军第六支队第一团政治处主任。1940年2月任新四军第6支队第4总队第11团政治委员。1940年8月任八路军第五纵队第三支队第9团政治委员。1941年1月任新四军第三师第九旅第二十七团政治委员。1941年10月任睢铜灵军分区受任司令员。1943年1月邳睢铜地委改称为淮北三地委，地委书记兼分区政委李砥平、分区司令员蔡明调延安学习。为加强邳睢铜地区党政军一元化领导，调新四军第四师第九旅政委康志强为地委书记兼分区政委，九旅二十七团团长赵汇川为军分区司令员。1943年9月到延安，进中共中央党校学习，任支部书记。1945年4月至7月作为华中代表团成员出席中共七大。
1945年11月至1946年1月任东北人民自治军北安（龙江）军区第一支队支队长、中共绥化中心县工委委员（至1946年6月）。1946年1月至1947年1月任龙江军区警备第一旅旅长兼黑龙江军区龙南军分区司令员（1946年8月起）、龙南地委委员（至1947年9月）。1947年1月至9月任龙南军分区副司令员。9月至12月任辽吉军区第五军分区副司令员、第五地委委员。1948年2月至11月任东北野战军独立第十师副政治委员。1948年11月至1949年2月任东北野战军第三十八军第一五一师副政治委员；1949年2月至9月任政治委员。1949年3月至9月任第四野战军第十三兵团第三十八军第一五一师政治委员、师党委书记。
1950年从滇南回师广西。1950年1月至1952年2月任龙州地委第一书记。1950年3月至1951年12月任第一五一师兼龙州军分区政治委员、党委书记，1951年8月至12月任龙州军分区司令员。1951年12月至1952年8月任崇左军分区司令员兼政治委员。1952年5月任广西军区干部部副部长，1952年12月起任广西军区干部部部长（正军职）。1952年8月至1953年5月兼任邕宁军分区政治委员，1952年8月至1955年10月任广西军区党委常务委员。1955年10月3日因病在南宁逝世。

## 家人
- 夫人李平：1938年在河南杞县参加新四军。1943年随一批苏北干部赴延安。在延安与蔡明结婚。
- 儿子蔡江山